# 1994년 한화 이글스 시즌
1994년 한화 이글스 시즌은 한화 이글스가 KBO 리그에 참가한 첫 시즌으로, 빙그레 이글스 시절까지 합하면 9번째 시즌이다. 강병철 감독이 부임하여 팀을 이끌었으며, 팀은 8개 팀 중 해태 타이거즈와 함께 정규 시즌 공동 3위를 기록했으며, 준플레이오프에서는 해태 타이거즈를 2승 무패로 꺾었다. 그러나 에이스 한용덕이 교통사고 후유증 때문에 포스트시즌 엔트리에서 제외된 탓인지     플레이오프에서는 태평양 돌핀스에게 무승 3패로 탈락하여 최종 순위는 단독 3위가 되었다.

## 타이틀
- 올스타 선발 : 이정훈 (외야수)
- 올스타전 추천선수 : 한용덕, 정민철
- 컴투스프로야구 KBO 베스트 라인업: 정민철 (중계투수)
- 컴투스프로야구2022 타이틀홀더 라인업: 정민철 (선발투수)
- 투수 WAR : 정민철 (7.64)
- 이닝 : 정민철 (218)
- ERA : 정민철 (2.15)
- 상대한 타자 수 : 정민철 (863)
- 탈삼진 : 정민철 (196)
- 선발 GSC : 정민철 (9월 23일 해태전, 96)

### 퓨처스리그
- 북부리그 다승: 김재성 (5)
- 북부리그 이닝: 김재성 (60.2)
- 북부리그 상대한 타자 수: 김재성 (255)

## 선수단
- 선발투수 : 정민철, 한용덕, 진정필, 이상군, 송진우
- 구원투수 : 이국성, 장정순, 최호원, 지연규
- 마무리투수 : 구대성, 이상목, 김성한, 이은승, 김재성, 임규대, 길배진
- 포수 : 김상국, 정진식, 원현식, 이요한
- 1루수 : 장종훈, 김원근
- 2루수 : 김용선, 전대영, 전형도, 지화동
- 유격수 : 이종호, 허준
- 3루수 : 이민호, 강석천, 황대연
- 좌익수 : 이강돈, 임주택
- 중견수 :  진상봉, 이정훈
- 우익수 :   박지상, 고기성, 이중화
- 지명타자 : 강정길, 장진성, 우태원, 지화선, 신진수, 김성열, 김홍집, 박상현, 김정윤

## 특이 사항
- 한화 이글스라는 팀명으로 치러진 첫 경기는 4월 9일 해태 타이거즈와의 경기였다. 이날 선발 등판한 한용덕이 한화 이글스의 첫 승리투수가 되었고, 송진우가 첫 세이브를 기록했다. 1번 타자 이정훈은 처음으로 타석을 소화한 선수가 되었다.
- 송진우는 4월 10일 해태 타이거즈와의 경기에서 끝내기를 허용하여 한화 이글스의 첫 패전투수가 되었다.
- 한화 이글스는 이 시즌 역대 최다 연속 이닝 병살타 기록을 세웠다. 1994년 5월 22일 청주 OB전 6회부터 5월 25일 잠실 LG전 3회까지 7이닝 연속으로 병살타를 친 바 있다.
- 이은승과 공용우는 KBO 퓨처스리그 사상 1번째와 2번째로 통산 1000타자를 상대한 투수들이 되었다.

## 같이 보기
- 1986년 빙그레 이글스 시즌
- 1987년 빙그레 이글스 시즌
- 1988년 빙그레 이글스 시즌
- 1989년 빙그레 이글스 시즌
- 1990년 빙그레 이글스 시즌
- 1991년 빙그레 이글스 시즌
- 1992년 빙그레 이글스 시즌
- 1993년 빙그레 이글스 시즌
- 1995년 한화 이글스 시즌
- 1996년 한화 이글스 시즌
- 2006년 한화 이글스 시즌